# Art rock
Art rock é um subgênero do rock que possui influências da música experimental e da arte de vanguarda. O art rock muitas vezes usa mais teclado do que guitarra, e frequentemente conta uma história com temas filosóficos na sua letra.
O termo "art rock" é muito vago e incerto como gênero musical e pode caracterizar diversos tipos de sons diferentes, como: progressivo, punk, alternativo, experimental, contracultura, popular, apesar de predominar uma tendência mais ligada aos experimentos, conceitos e às vanguardas.
Por volta de 1965 grupos como The Beach Boys e The Beatles lançam trabalhos fortes em sofisticação e experimentalismo. Em 1966, o art rock foi muito presente nos discos, não somente destes grupos, mas de vários no mesmo período.

## História
Por volta de 1966 são lançados alguns dos discos considerados clássicos, como Pet Sounds dos Beach Boys e em seguida Freak Out! de Frank Zappa & The Mothers of Invention. Os Beatles com Sgt. Pepper's Lonely Hearts Club Band e o Pink Floyd com o The Piper at the Gates of Dawn, ambas de 1967, também são grandes destaques do art rock. Entre outras bandas, citam-se como exemplos The Moody Blues, The Nice Emerson, Lake & Palmer, Genesis, Kansas, Frank Zappa, Pere Ubu, Electric Light Orchestra, Talking Heads, Tool, Radiohead, A.C.T, Roxy Music.  

## Pós anos 1960
Não só no rock progressivo que o art rock se manteve em alta, mas em grupos pop, new wave e punk do fim dos anos 70 e toda a década de 80.
Talking Heads (1974), tendo influencias pesadas do avant garde Pere Ubu, anos mais tarde  leva a influência do estilo já a partir de seu primeiro álbum em 1977. O álbum é conhecido também como importante dentro do art punk, onde a banda explorou muito nos álbuns seguintes.
Vários outros artistas também passaram por este estilo como Laurie Anderson, Kate Bush, Bryan Ferry, David Bowie, Japan, David Byrne (Talking Heads), David Thomas (Pere Ubu), Tom Verlaine (Television), Peter Gabriel (Genesis) e Brian Eno.
Atualmente temos bandas com essa temática, como  The Flaming Lips, Radiohead e Xiu Xiu. A cantora, guitarrista e multi-instrumentalista St.Vincent, é uma das artistas mais reconhecidas atualmente no gênero.